# 莫迪博·凯塔
莫迪博·凯塔（法語：Modibo Keïta；1915年6月4日—1977年5月16日），马里首任总统，社会主义活动家。

## 生平
凯塔出生于巴马科的一个穆斯林家庭，先后在巴马科和达喀尔接受教育。1936年后，凯塔在巴马科、廷巴克图等地教书。他参与组建了西非教师联合会，并参加社会主义学习小组的活动。
1943年，凯塔创办了一份杂志批评殖民当局，这导致他在1946年在巴黎入狱3周。1946年，非洲民主联盟在巴马科成立，凯塔当选为非洲民主联盟在法属苏丹（今马里）的分支苏丹联盟—非洲民主联盟的总书记。1956年，凯塔当选为巴马科市长，并进入法国国民议会。
1960年马里和塞内加尔成立马里联邦后，凯塔当选为联邦总统，但是不久塞内加尔即退出联邦。凯塔于9月22日宣布马里退出法兰西共同体，成为“马里共和国”。1968年11月9日，他被军事政变推翻，余生在马里北部的监狱中度过。1977年逝世，安葬於巴馬科的哈姆达拉耶公墓。

## 凯塔社会主义
凯塔执政期间，推行“凯塔社会主义”（又称“马里社会主义”）；这是一种主张不经过资本主义阶段而从殖民主义阶段直接进入社会主义的理论，其主要内容是：政治上实行一党制，经济上通过大规模国有化、集体化和合营的措施，加速扩大经济中的公有成份，实行“社会主义的计划经济”。这些改革使社会生产有了一定的发展，但也存在不顾国情、贪多求大等弊端。凯塔政府被推翻后，马里停止推行社会主义的政策。